# Hofanlage Bachstraße 6
Die Hofanlage Bachstraße 6 am Mühlenbach in der niedersächsischen Gemeinde Breddorf, nördlich der Alten Dorfstraße im Ortskern des Ortsteils Hanstedt, wurde am Anfang des 18. Jahrhunderts gebaut und später überformt. Aktuell (2025) wird sie zum Wohnen und wohl landwirtschaftlich genutzt.
Die Gebäude stehen unter Denkmalschutz (siehe auch Liste der Baudenkmale in Breddorf).

## Geschichte und Beschreibung
Die Gemeinde Breddorf wurde 1236 erstmals erwähnt. Sie gehört seit 1974 zur Samtgemeinde Tarmstedt im Landkreis Rotenburg (Wümme); Hanstedt wurde 1974 eingemeindet.
Die Hofanlage besteht aus
- dem eingeschossigen giebelständigen Wohn- und Wirtschaftsgebäude von um 1700 als Zweiständer-Hallenhaus in Fachwerk mit Steinausfachungen, reetgedecktem Krüppelwalmdach, Uhlenloch und Grooter Door mit Korbbogen; der Walm des Wirtschaftsgiebels kragt über geschwungenen und profilierten Knaggen vor; das Dielengerüst von um 1700 blieb erhalten, ansonsten wurde es 1777 (Inschrift) gebaut und die Traufseiten später teilweise massiv ersetzt,[2]
- der giebelständigen langgestreckten Scheune, wohl aus der Mitte des 19. Jahrhunderts, als Fachwerkbau mit Steinausfachungen, Satteldach und zwei Quereinfahrten.[3]

Die Anlage steht in einer umgestalteten Grünanlage am Mühlenbach.
Das Landesdenkmalamt befand u. a.: „… eines der ältesten Hallenhäuser des Landkreises ….“